# Zoigl

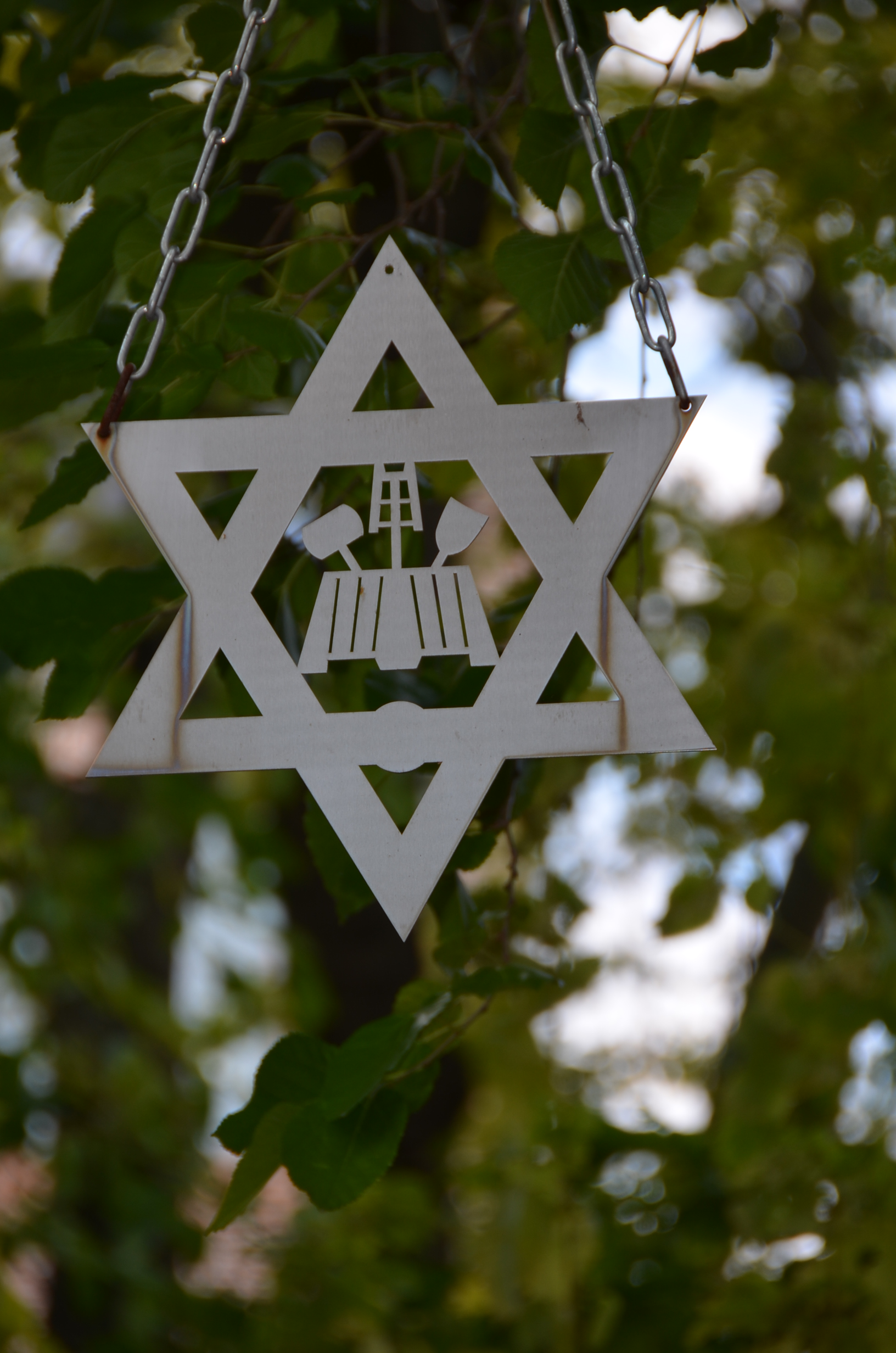
Zoiglstern vor dem Brauer-Zunfthaus

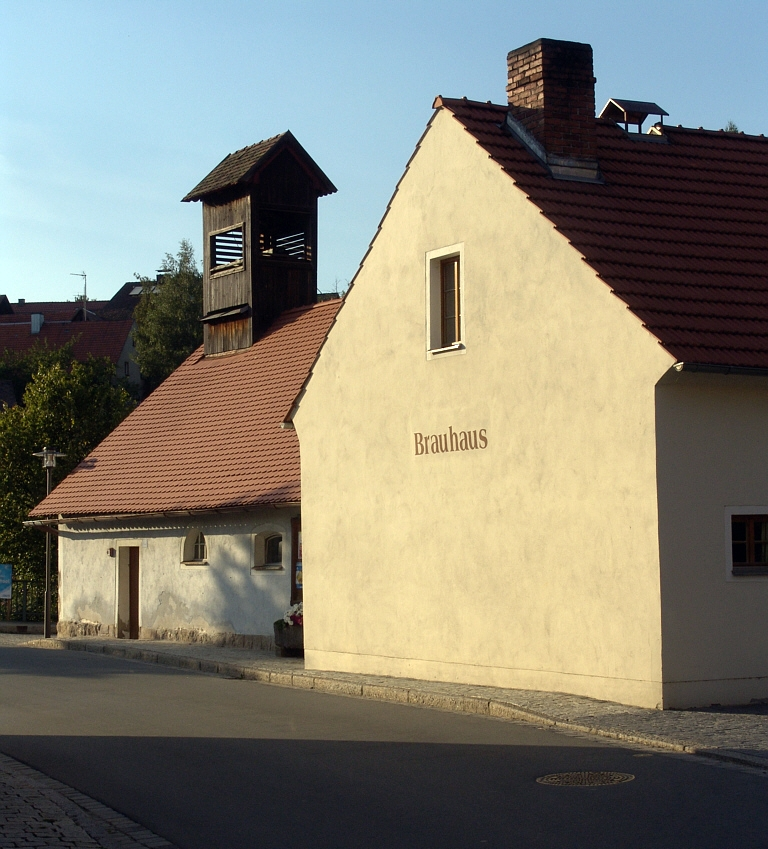
Das örtliche Kommunbrauhaus in Falkenberg (Oberpfalz). Hier wird mehrmals jährlich das Falkenberger Zoiglbier gebraut.

Der Zoigl (auch Zeugl oder Kommunbier) ist ein untergäriges Bier, das vor allem in der nördlichen Oberpfalz verbreitet ist und von Privatpersonen gemeinschaftlich gebraut wird. Die Maische für den Zoigl wird im Kommunbrauhaus gekocht und gehopft. Die gewonnene Würze nehmen die einzelnen Zoiglbrauer mit nach Hause und versetzen sie im Gärkeller mit Hefe. Da dabei jeder Zoiglbrauer nach seinem eigenen Rezept verfährt, sind Schwankungen im Geschmack des Zoigl von Ortschaft zu Ortschaft, aber auch von Wirt zu Wirt üblich und für das Zoiglbier geradezu typisch.
Neben diesem traditionellen Zoigl wird heute auch von kommerziellen Brauereien Bier unter dem Namen Zoigl angeboten.
Das Brauen des Zoigl-Bieres gehört zum immateriellen Kulturerbe Bayerns. 2018 wurde die Oberpfälzer Zoiglkultur als Immaterielles Kulturerbe in Deutschland nach der UNESCO-Konvention anerkannt.

## Das Bier
Zoigl ist ein untergäriges Bier, das hell oder dunkel gebraut wird. Es hat den gleichen Hefeanteil, die gleiche Stammwürze sowie den gleichen Alkoholgehalt wie Brauereibier, aber einen geringeren Anteil an Kohlensäure. Viele der Biere sind weder filtriert noch gespundet und damit Zwickelbier.

## Verbreitung

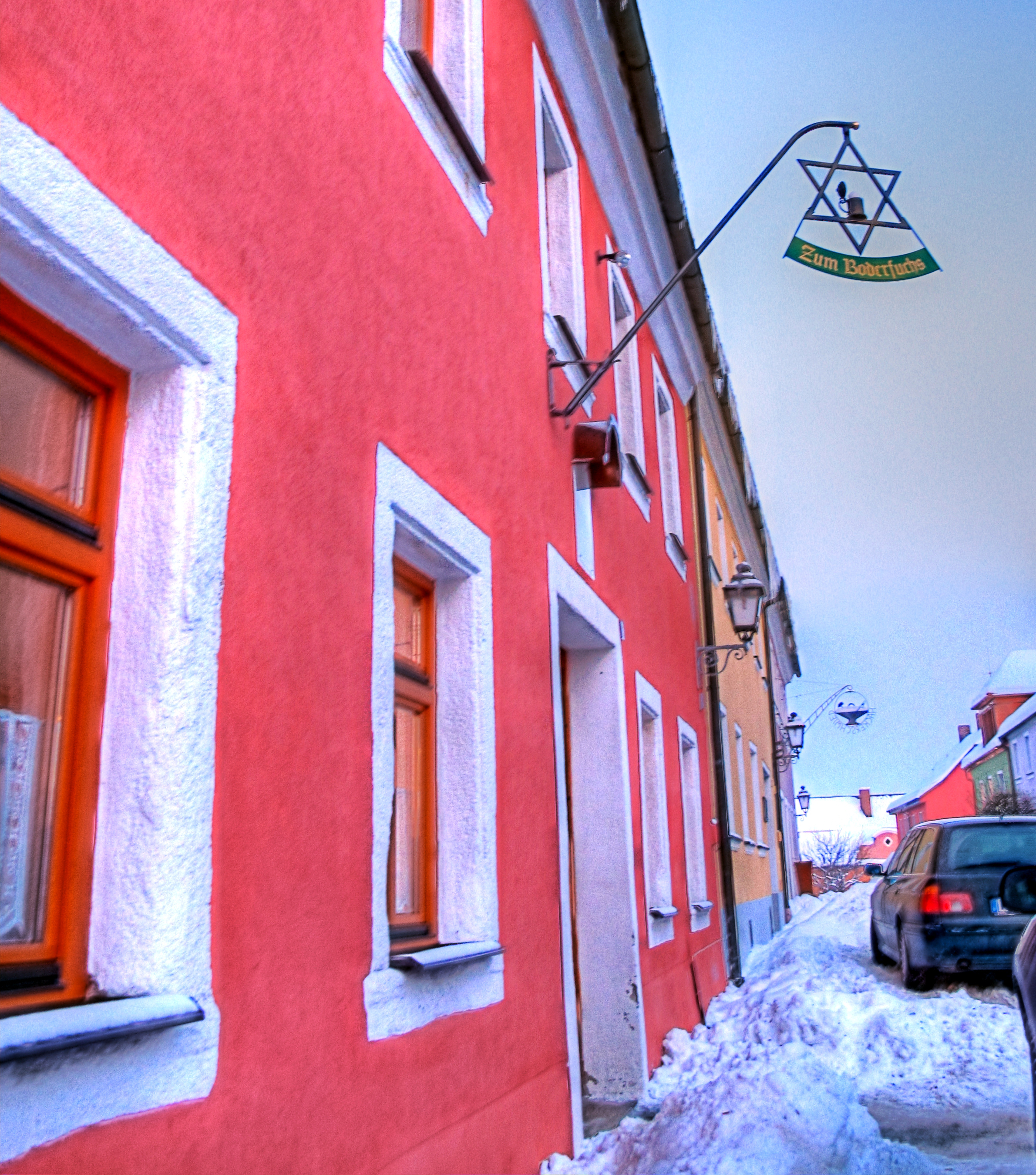
Zoiglstube in Tirschenreuth

Der Zoigl wird vor allem in der nördlichen Oberpfalz im örtlichen Kommunbrauhaus von Privatpersonen gebraut. Das Braurecht liegt oft seit Generationen auf Häusern bzw. Anwesen und ist im Grundbuch festgehalten. Es konnten also ursprünglich nur die Besitzer dieser Häuser brauen. Von der Gemeinde wird häufig ein „Kesselgeld“ erhoben, mit dem Licht, Wasser, Versicherungen und Abnutzung abgegolten werden. Daneben muss ein Braumeister zugegen sein, der den Brauvorgang von Anfang bis Ende begleitet. Zuletzt wendet sich das zuständige Hauptzollamt, das vom Braumeister über jeden Brauvorgang informiert werden muss, mit der Erhebung der Biersteuer an den Brauer.

## Tradition

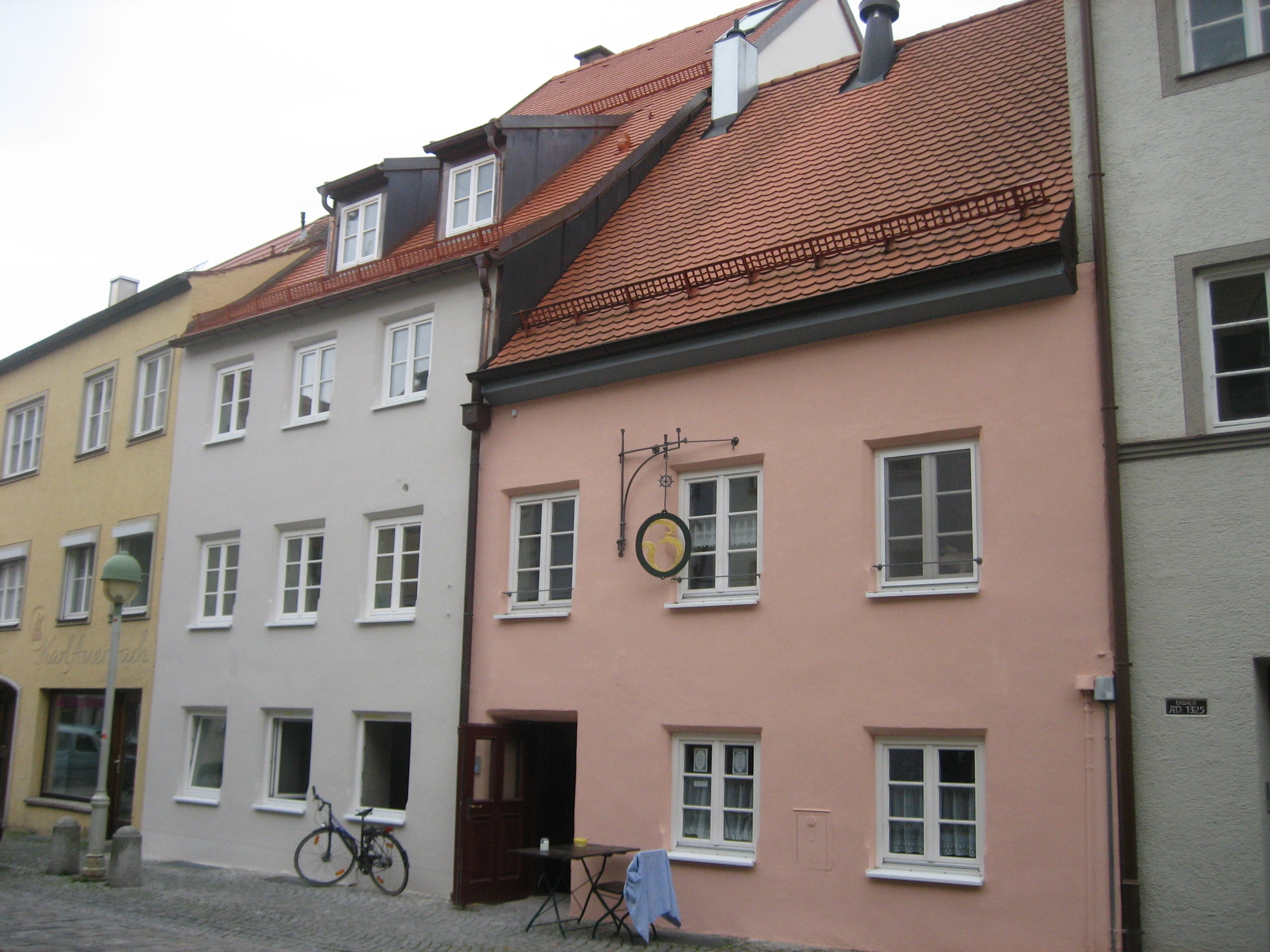
Haus mit Zoiglstube

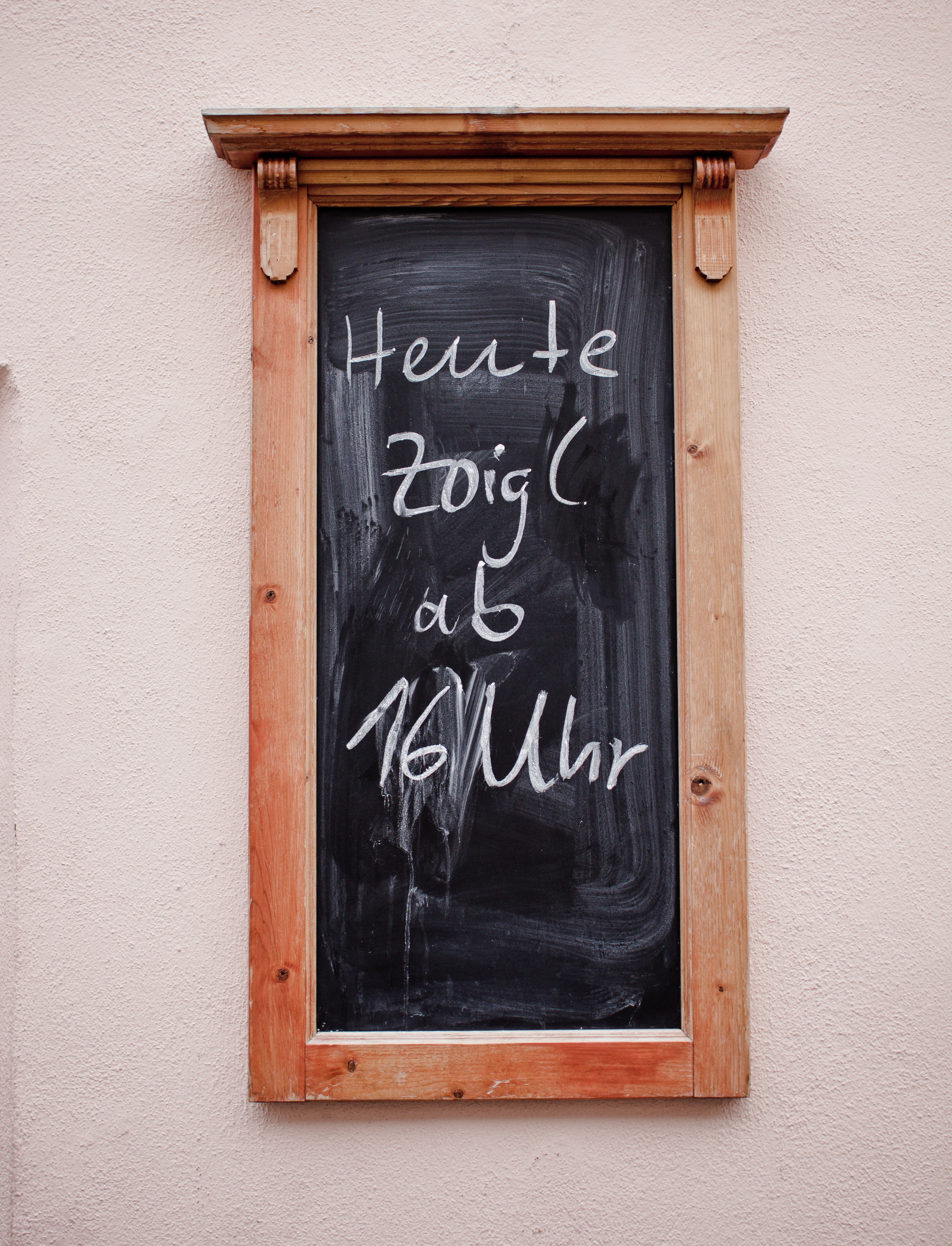
Zoigl-Ausschank in Kaufbeuren

Das im Kommunbrauhaus hergestellte Bier wird in einem bestimmten Turnus ausgeschenkt. Ist ein Brauberechtigter gerade an der Reihe, zeigt er dies an, indem er eine Stange aus dem Giebelfenster seines Hauses heraushängt. An dieser ist entweder ein Zoiglstern („Brauerstern“), ein Reisigbesen (siehe auch Besenwirtschaft) oder ein Fichtenbuschen befestigt. Daher stammt auch der Name des Bieres, Zoigl (vom nordbairischen für zeigen), was hochdeutsch nichts anderes als Zeichen oder Aushängeschild bedeutet. Zur Übersicht gibt es einen jährlichen Zoiglkalender als Drucksache und im Internet. Eine Zoigl Termine-App zeigt alle Öffnungszeiten und Zoiglstuben des gewünschten Zeitraumes an.
Zusammen mit dem Zoigl bieten die Zoiglwirte ihren Kunden Brotzeiten an, oft aus eigener Herstellung. In Franken hat sich eine ähnliche Tradition als Hausbräu bis heute erhalten. Zoigl wird aber nicht nur für den öffentlichen Ausschank gebraut, sondern auch für den privaten Hausgebrauch. In diesem Fall schließen sich mehrere Brauberechtigte zu einem „Sud“ zusammen, der Zoigl wird nach dem Brauvorgang aufgeteilt, mit Fässern in die eigenen Keller verbracht und nach der Gärung auf Flaschen gezogen.

## Zoigl-Ortschaften
Einst war es in 75 Oberpfälzer Ortschaften Brauch, Zoigl zu brauen. Neben den im Folgenden genannten fünf Orten existieren Gaststätten, die „Zoiglbier“ im Sortiment haben. Diese haben mit der ursprünglichen Zoigltradition nichts gemein, da sie ganzjährig geöffnet sind und der Zoiglausschank nur einen Teilbereich des eigentlichen Angebots umfasst.

### Zoigl aus eigenem Kommunbrauhaus
Dieses Alleinstellungsmerkmal wird unter dem Siegel „Echter Zoigl vom Kommunbrauer“ beworben. Unter dem Qualitätssiegel haben sich 20 Zoiglwirte aus folgenden Ortschaften zusammengeschlossen.
- Eslarn
- Falkenberg (Oberpfalz)
- Mitterteich
- Neuhaus
- Windischeschenbach

### Außerhalb der Oberpfälzer Zoigltradition

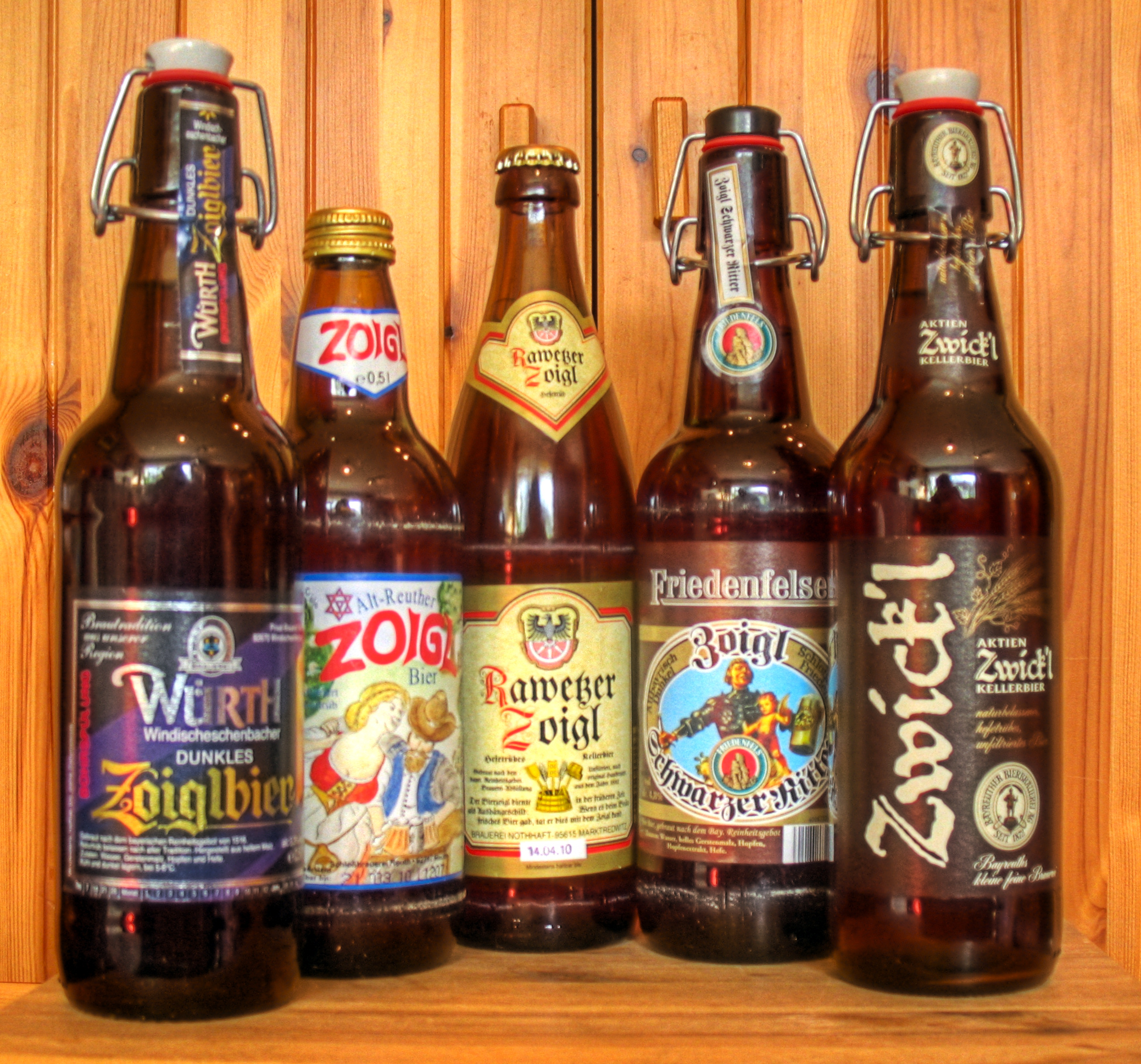
„Zoigl“-Biere (Kellerbiere) von diversen Brauereien

- Der Flinderer, saisonaler Bierausschank in der Tradition der Kommunbrauer in Pegnitz
- Communebrauerei in Kaufbeuren
- Herstellung eines Bieres namens Zoiglstar, Gettysburg, USA
- Kommunbrauhaus in Seßlach
- Brauerei Nothhaft in Marktredwitz. Marktredwitz war bis 1970 eine traditionelle Braustädte von Zoiglbier bis zum Abbruch des Kommunbrauhauses in den 1970er Jahren.
- Kommunbrauhaus in Eslarn. Soweit man das Zoiglbrauen im traditionellen Sinne als Selbstbrauen von Bürgern sieht, wie es in den Zoigl-Orten Falkenberg, Mitterteich, Windischeschenbach und Neuhaus betrieben wird, steht Eslarn außerhalb dieser Tradition. Hier braut im Auftrag der Marktgemeinde Eslarn seit 1951 ein Kommunbraumeister.[3] Die brauinteressierten Bürger dürfen nicht wie in den anderen genannten Zoigl-Orten selbstständig brauen.

Marken-Rechtsschutz

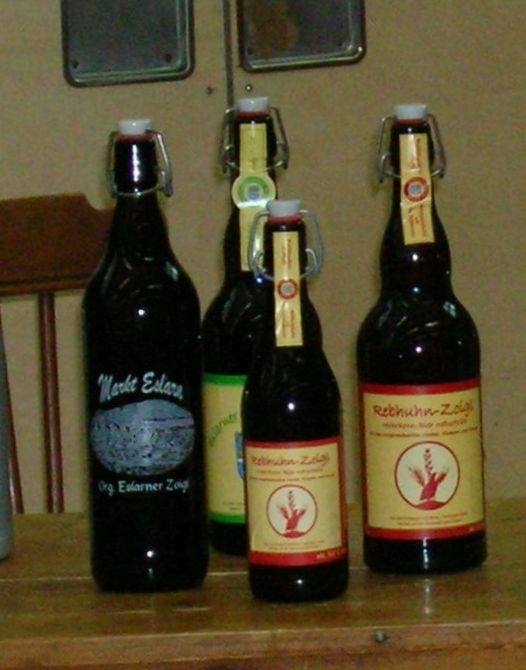
Biersorten der Eslarner Kommunbrauerei

Die Marktgemeinde Eslarn hat sich sowohl die Wortmarke „Kommunbier“ (www.dpma.de, Az.: 304065005, Registernummer: 30406500, Eintragungstag: 16. Juli 2004), wie auch die Wort-, Bildmarke „Rebhuhn-Zoigl“ (www.dpma.de, Az.: 3020120108377, Registernummer: 302012010837, Eintragungstag: 19. April 2012) beim Dt. Patent- und Markenamt schützen lassen.